# Carpaccio

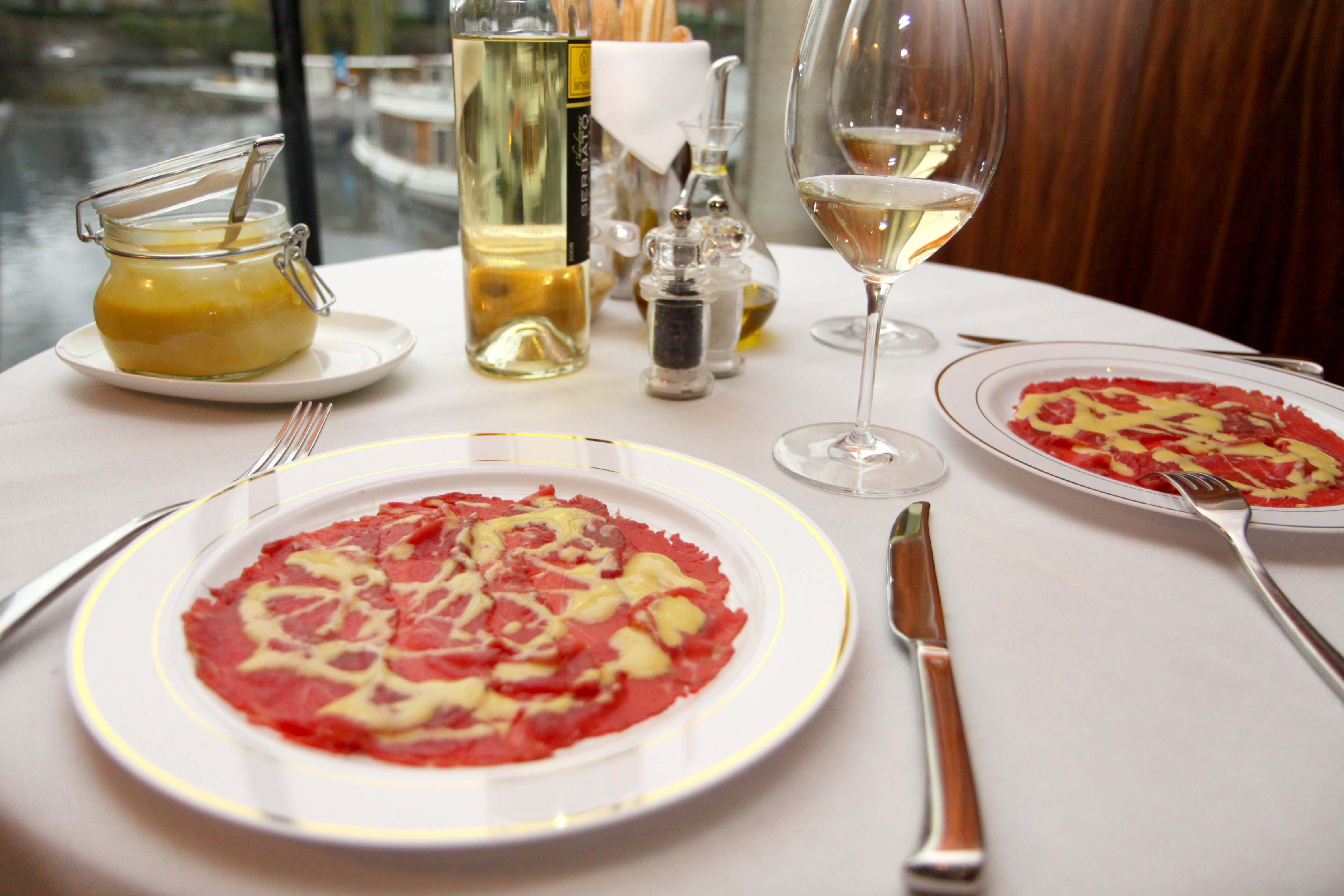
Carpaccio cipriani, serverad med en majonnäs

Carpaccio är en maträtt som oftast serveras som en förrätt (antipasto) eller andra huvudrätt (secondo), och är typisk för det italienska köket. Det klassiska receptet är att skiva rå oxfilé tunt och lägga upp på en tallrik. Därefter häller man på riven parmesanost, olivolja, basilika, havssalt, citron och eventuellt rostade pinjenötter. Till köttet fogas ofta grönsaker såsom rucola, selleri eller champinjoner. Ordet carpaccio har med tiden kommit att syfta på tillagningssättet med tunt skuret rått kött, och rätten kan tillagas på samma sätt med kalvkött, tonfisk eller lax.

## Historia
Enligt Arrigo Cipriani, ägaren av  Harry's Bar, uppfanns Carpaccio på Harry's Bar i Venedig, där den först serverades till grevinnan Amalia Nani Mocenigo år 1950 när hon informerade barens ägare att hennes läkare hade rekommenderat henne att bara äta rått kött. Rätten döptes till Carpaccio av Giuseppe Cipriani, barens tidigare ägare, med hänvisning till den venetianska målaren Vittore Carpaccio, eftersom färgerna i skålen påminde honom om målningar av Carpaccio.